# Takayuki Nishigaya
Takayuki Nishigaya (Shizuoka, 12 mei 1973) is een voormalig Japans voetballer.

## Carrière
Takayuki Nishigaya speelde tussen 1996 en 2001 voor Nagoya Grampus Eight, Avispa Fukuoka, Verdy Kawasaki, JEF United Ichihara en Albirex Niigata.